# Martainville (Calvados)
Martainville é uma comuna francesa na região administrativa da Normandia, no departamento de Calvados. Estende-se por uma área de 5,84 km². Em 2010 a comuna tinha 121 habitantes (densidade: 20,7 hab./km²).